# Margarete Janke-Garzuly
Margarete Rita Janke-Garzuly (geb. 15. September 1897 in Orsova, Königreich Ungarn (heute Rumänien); gest. 1. Dezember 1972 in Wien, Österreich) war die erste Frau, die an der Technischen Hochschule Wien (heute Technische Universität Wien) promoviert hat. Sie wurde als erste Frau im Fach Organische Chemie habilitiert und ein Jahr später zur Dozentin ernannt.

## Leben
Margarete Janke-Garzuly wurde als Tochter eines Oberinspektors der ungarischen Fluss- und Seeschifffahrtsgesellschaft geboren und absolvierte in Bratislava eine Mädchenmittelschule. Später besuchte sie die Lehrerinnenbildungsanstalt und legte extern die Realschulmatura ab.

### Studium
1917–1919 studierte sie Chemie an der Universität Wien und in Budapest. Mit dem Erlass, der Frauen erstmals zum Studium an der TH Wien zugelassen hatte (Erlass des Unterstaatssekretärs für Unterricht vom 7. April 1919, Zl. 7183-Abt. 9), durfte sie im Herbst 1919 an der Technischen Hochschule in Wien, heute Technische Universität Wien, als erste ordentliche Studentin das Studium Chemie inskribieren.
1921 erreichte sie ihren Studienabschluss mit der 2. Staatsprüfung und promovierte als erste Chemikerin an einer österreichischen technischen Hochschule zum Dr. techn. Sie promovierte bei Max Bamberger mit ihrer Arbeit Über die Einwirkung des Wasserstoffsuperoxys auf die drei Nitranilinie in salpetersaurer Lösung. 1940 konnte sie sich als erste Frau für das Fach Organische Chemie mit besonderer Berücksichtigung der Biochemie habilitieren (Habilitationsschrift: Über Mannane).
Seit 1921 war sie als eine der ersten Frauen als wissenschaftliche Hilfskraft an der TH Wien beschäftigt, zunächst bei Bamberger und von 1928 bis 1932 bei Friedrich Böck an der Lehrkanzel für organische Chemie. Später musste sie diese Stellung aufgeben, da ihr Ehemann, Dr. Alexander Janke, welchen sie 1926 heiratete, an der Technischen Hochschule zum o. Prof. für biochemische Technologie und Mikroanalyse ernannt wurde.
Zwischen 1943 und 1945 vertrat sie die Vorlesungen ihres Mannes, da dieser erkrankte. 1945 wurde ihr, wie allen Personen, die sich in der NS-Zeit habilitiert hatten, die Lehrbefugnis entzogen. Jedoch konnte sie diese 1955 durch ein neueres Habilitationsverfahren (Habilitationsschrift: Phosphorlipoide als Haptene der Komplementbindungsreaktion) zurück erlangen. 1958 wurde sie zur außerordentlichen Professorin ernannt.